# Proenzym
Proenzym, preenzym, enzymogen, zymogen – nieaktywny prekursor enzymu, wymagający do uaktywnienia jakiejś nieodwracalnej zmiany (na przykład proteolizy fragmentu cząsteczki przesłaniającej miejsce aktywne enzymu).
Przykładami proenzymów są: 
- pepsynogen
- trypsynogen
- chymotrypsynogen
- proinsulina
- prokarboksypeptydaza A i B
- proelastaza[1].